# Beggar on a Beach of Gold
Beggar on a Beach of Gold è il quarto album del gruppo musicale inglese Mike + The Mechanics, pubblicato il 6 marzo 1995.

## Disco
Il titolo (in italiano Un mendicante su una spiaggia d'oro) è una contraddizione sottolineata anche dalla copertina dove si vede Mike seduto a piedi nudi su di una distesa di monete d'oro che continua anche sott'acqua.
Per la prima ed unica volta sono presenti anche due cover, il brano You Really Got a Hold On Me di Smokey Robinson del 1963 (unico brano cantato in coppia dai due Paul) ed il brano I Believe (When I Fall in Love It Will Be Forever) di Stevie Wonder del 1972.
A partire da questo album il gruppo diventa un trio (infatti nel video di Over my shoulder sono presenti solo Mike e i due cantanti).
Il gruppo venne in Italia nell'estate del 1995, ospite al Festivalbar, dove eseguì in playback Over My Shoulder, con una formazione con Paul Young al basso e Tim Renwick alla chitarra.

### Brani
- A Beggar on a Beach of Gold: primo apice del disco con in evidenza la voce di Young e un raro assolo di sintetizzatore.
- Another cup of coffee: con un sottofondo di chitarra, Carrack racconta le angherie sopportate da una moglie.
- Mea Culpa: secondo apice dell'album. Il sottofondo d'organo ed il basso costante creano un'ottima atmosfera suggellata da un timido assolo di chitarra.
- Over My Shoulder: l'hit del disco è la composizione più ruffiana e radiofonica della band, insieme ad "Another cup of coffee".
- Someone Always Hates Someone: brano anomalo e sinistro, costruito con suoni che portano ai primi Depeche Mode o agli Human League.
- The Ghost of Sex and You: il terzo highlight è un lento che ricorda nelle strofe la melodia di In the Air Tonight di Phil Collins.
- Web of Lies: il lato B (della versione cassetta) si apre con ritmo e con i guai dell'amore "I'm trying to find a grain of truth in this web of lies".
- Plain & Simple: la chitarra è suonata come in I can't dance dei Genesis ma non è un pezzo divertente: nel testo si invoca una vita serena, importante, semplice e pianificata. Curiose nell'intermezzo le voci parlate.
- Something to believe in: un brano lento cantato da Young.
- A House of Many Rooms: quarto capolavoro. Si tratta di uno dei pochi brani complessi del gruppo con un cambio di ritmo a metà canzone e un assolo di chitarra a fine brano.
- Going, Going... Home: un altro brano lento a chiusura dell'album.

## Tracce
1. A Beggar on a Beach of Gold (M. Rutherford, B. A. Robertson) – 4:28
2. Another Cup of Coffee (M. Rutherford, C. Neil) – 4:36
3. You Really Got a Hold On Me (William "Smokey" Robinson) – 3:24
4. Mea Culpa (M.Rutherford, C. Neil) – 6:16
5. Over My Shoulder (M. Rutherford, P. Carrack) – 3:34
6. Someone Always Hates Someone (M. Rutherford, C. Neil) – 3:39
7. The Ghost of Sex and You (M. Rutherford, B. A. Robertson) – 6:20
8. Web of Lies (M. Rutherford, P. Carrack) – 5:31
9. Plain & Simple (M. Rutherford, B. A. Robertson) – 3:55
10. Something to Believe In (M. Rutherford, C.Neil) – 4:14
11. A House of Many Rooms (M. Rutherford, B. A. Robertson) – 5:34
12. I Believe (When I Fall In Love It Will Be Forever) (Yvonne Wright, Stevie Wonder) – 3:07
13. Going, Going... Home (M. Rutherford, C. Neil) – 4:23

## Formazione
- Mike Rutherford: chitarra elettrica, basso elettrico, tastiere.
- Paul Carrack: tastiere, voce principale nei brani 2, 3, 5, 7, 8, 11 e 12.
- Paul Young: voce principale nei brani 1, 3, 4, 6, 9, 10 e 13.
- Peter Van Hooke: batteria

### Musicisti ospiti
- Gary Wallis: batteria
- Adrian Lee: tastiere
- B.A.Robertson: tastiere
- Wix: tastiere
- Clem Clempson: chitarra
- Andy Newmark: batteria nel brano 12
- Tessa Niles: voce nel  brano 5
- Katie Cassoon: voce nel  brano 5
- Pete Beachill: arrangiamento ottoni del brano 13
- Nick Davis: remissaggio brano 1, registrazione e missaggio brano 3 e 12.